# Cantone di Mentone
Il Cantone di Mentone è una divisione amministrativa dell'arrondissement di Nizza.
È stato costituito a seguito della riforma approvata con decreto del 24 febbraio 2014, che ha avuto attuazione dopo le elezioni dipartimentali del 2015.

## Composizione
Comprende i 6 comuni di: 
- Castellar
- Castillon
- Gorbio
- Mentone
- Roquebrune-Cap-Martin
- Sainte-Agnès